# Jassina Blom
Jassina Blom (3 settembre 1994) è una calciatrice belga, attaccante del Granadilla Tenerife e della nazionale belga.

## Carriera

### Club
Jassina Blom gioca la prima parte della carriera nel proprio paese.
Nella stagione 2013-2014 veste la maglia del Gent iscritto alla seconda stagione della BeNe League, l'allora campionato di primo livello congiunto tra club belghe e olandesi. La squadra si rivela incapace di competere allo stesso livello delle altre iscritte al campionato e di staccarsi dalla parte bassa della classifica concludendolo a 9 punti, a pari merito con l'Anversa, ma guadagnandosi comunque il 23 posto in classifica e la conseguente salvezza. Durante il campionato Blom totalizza 27 presenze realizzando 7 reti.
Durante il calciomercato estivo 2014 si trasferisce al Club YLA per quella che sarà l'ultima stagione della BeNe League. Anche con la nuova squadra la stagione si rivela difficile che con 6 vittorie un pareggio e 17 sconfitte si classifica all'undicesimo e terzultimo posto con 19 punti Durante il campionato Blom totalizza 22 presenze su 24 incontri disputati non riuscendo a marcare alcuna rete.
Con la scomparsa della BeNe League Blom si accorda per disputare il nuovo campionato nazionale belga di primo livello, la Super League, con l'Eva's Tienen, uno dei tre club che venne ripescato per portare il campionato alle previste otto squadre. Anche qui Blom rimane una sola stagione, condividendo con le compagne il sesto posto nella stagione regolare e il primo nel girone di play-off 2 che le garantisce la permanenza nel primo livello del campionato belga femminile di calcio anche per la stagione successiva.
Durante il calciomercato estivo 2016 si trasferisce alle olandesi dell'Heerenveen per affrontare la stagione entrante in Eredivisie, livello di vertice del campionato olandese. Ancora una volta la sua squadra, concludendo al sesto posto la stagione regolare, deve giocarsi la permanenza nel girone di play-off promozione, ottenendola con il secondo posto nel minitorneo. Con 10 reti Blom è la seconda migliore marcatrice della squadra, siglando 8 marcature nella stagione regolare, dietro alla compagna Simone Kets (16) e ottava in classifica generale complessiva a pari merito di Pia Rijsdijk (ADO Den Haag).
La successiva estate trova un accordo con il Twente rimanendo a disputare l'Eredivisie dove alla sua prima stagione viene impiegata in 21 occasioni siglando 4 reti.

### Nazionale
Blom inizia ad essere convocata dalla federazione calcistica del Belgio (URBSFA/KBVB) nel 2013, inserita in rosa dall'allora responsabile tecnico Ives Serneels nella formazione Under-19 che affronta le qualificazioni dell'Europeo di Galles 2013 del Campionato europeo di categoria. Fa il suo debutto nel torneo il 4 aprile 2013, in occasione del primo incontro della fase élite di qualificazione del gruppo 2, dove la sua squadra viene superata per 2-0 dalle pari età della Francia. Blom scende in campo anche nei due successivi incontri del Belgio, entrambi vittoriosi sulle avversarie di Russia e Svizzera, risultati che comunque non consentono alla sua nazionale di accedere alla fase finale come migliore seconda classificata.
Cinque anni più tardi Serneels decide di convocarla nella nazionale maggiore, inserita in rosa nella squadra invitata all'edizione 2018 della Cyprus Cup, rinnovandole la fiducia anche per i successivi incontri per le qualificazione al campionato mondiale 2019 contro Portogallo e Italia, in programma, rispettivamente, il 6 e il 10 aprile 2018.

## Palmarès

### Nazionale
- Pinatar Cup: 1

2022